# Rafael Matos
Rafael Matos (Porto Alegre, 6 gennaio 1996) è un tennista brasiliano.
Specialista del doppio, ha vinto dieci tornei del circuito maggiore e si è spinto fino al 26º posto del ranking ATP nel febbraio 2023. Il miglior risultato nei tornei del Grande Slam in doppio maschile sono i quarti di finale raggiunti al Roland Garros 2022. In doppio misto ha trionfato agli Australian Open 2023 con Luisa Stefani.
Vanta inoltre diversi titoli in doppio sia nell'ATP Challenger Tour che nel circuito ITF, nel quale ha vinto anche qualche titolo in singolare. Ha fatto il suo esordio nella squadra brasiliana di Coppa Davis nel settembre 2021. Tra gli juniores ha perso la finale in doppio agli US Open 2014.

## Carriera

### Juniores

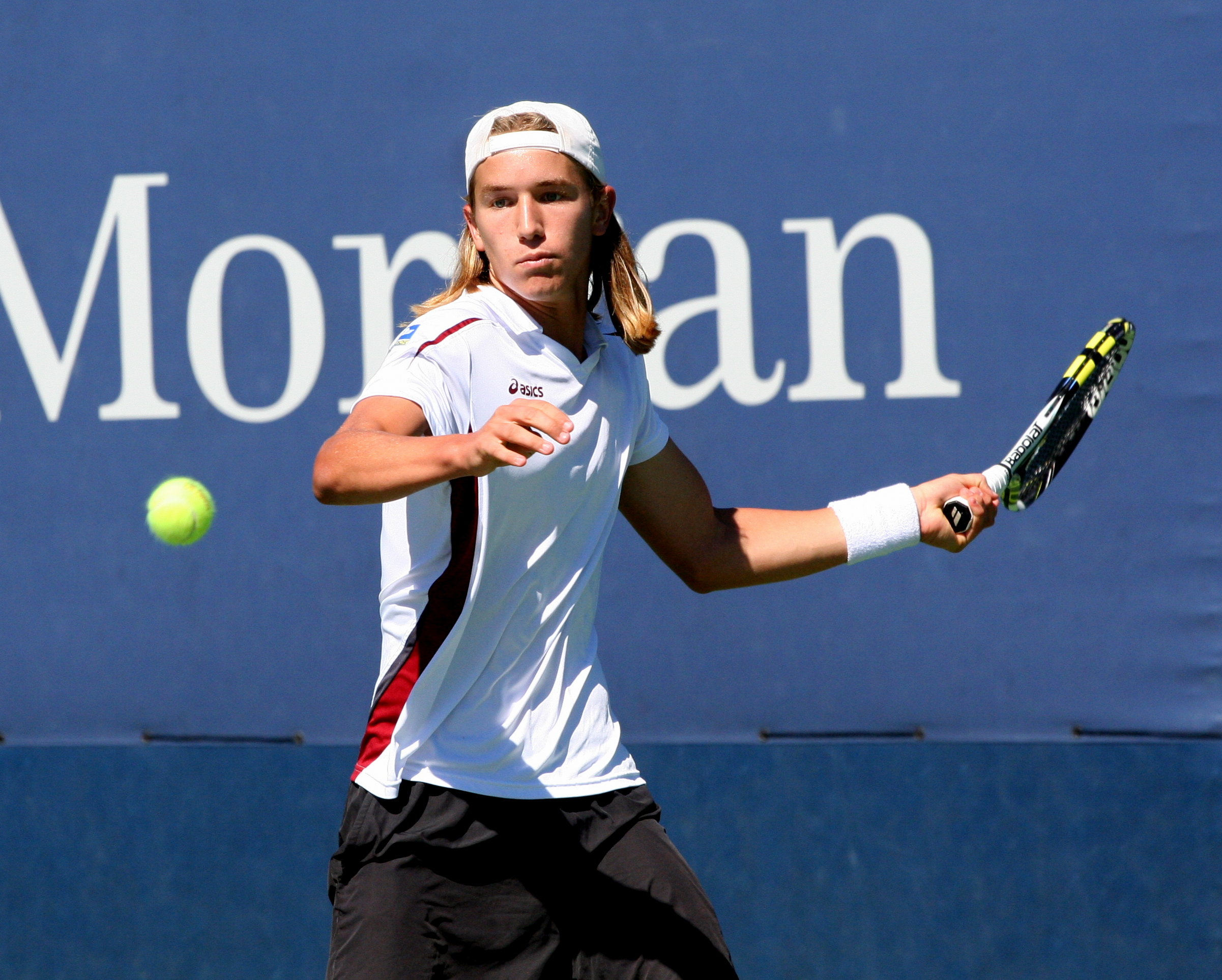
Matos al torneo juniores degli US Open 2013

Fa il suo esordio nell'ITF Junior Circuit nell'ottobre 2011, e nei tre anni che lo vedono impegnato in questa categoria si mette in luce soprattutto in doppio conquistando cinque titoli in tornei minori. Raggiunge i quarti di finale della specialità al Roland Garros 2012 e a Wimbledon 2014, e al suo ultimo impegno tra gli juniores ottiene il suo risultato più significativo arrivando in finale agli US Open 2014, dove in coppia con João Menezes viene sconfitto in due set da Omar Jasika / Naoki Nakagawa. In singolare vince un solo titolo minore tra gli juniores, e il suo miglior risultato nei tornei di Grade A sono i quarti di finale al Trofeo Bonfiglio del 2014. Nel settembre 2012 rappresenta il Brasile nella Coppa Davis Junior, vince due dei tre incontri in doppio, perde tutti e tre i singolari e i brasiliani terminano il round robin all'ultimo posto. Nel ranking combinato mondiale raggiunge la 37ª posizione nel gennaio 2014.

### 2011-2018, primi titoli ITF
Risale all'ottobre 2011 anche il debutto tra i professionisti, quando viene sconfitto al primo turno in singolare e in doppio al torneo ITF Brazil F36. Vince il primo incontro in doppio nell'ottobre 2012 al Brazil F32. Nel settembre 2013 partecipa per la prima volta a un torneo Challenger a Porto Alegre, in doppio raggiunge il secondo turno e in singolare non supera le qualificazioni. Il mese successivo alza il primo trofeo tra i professionisti vincendo il torneo di doppio al Brazil F12. Nell'agosto 2014 vince il suo secondo titolo ITF in doppio, il mese dopo entra per la prima volta nel tabellone principale di un torneo Challenger in singolare e viene eliminato al primo turno. In novembre disputa e perde la sua prima finale in singolare al torneo ITF Brazil F15. Continua a raccogliere successi in doppio e dopo aver vinto 13 tornei conquista il primo titolo ITF in singolare nel maggio 2017 allo Spain F14. Nel prosieguo della stagione vince altri due tornei ITF in doppio e uno in singolare. Nel 2018 i titoli vinti in doppio sono cinque e uno in singolare.

### 2019, primo titolo Challenger e 203º del ranking
Nel febbraio 2019 disputa il suo primo incontro in un torneo ATP a San Paolo del Brasile e viene subito eliminato al primo turno. Vince il titolo nel successivo torneo ITF M15 di Portimao in coppia con il connazionale Orlando Luz, e nel corso del 2019 vince altri nove tornei ITF, dei quali sei con Luz. In maggio vince il suo unico titolo stagionale in singolare all'ITF M15 Tabarka. In ottobre conquista il suo primo titolo Challenger in carriera nel torneo di doppio di Campinas, ancora in coppia con Luz, con la vittoria in finale su Miguel Ángel Reyes Varela / Fernando Romboli al terzo set. Inizia giocare con continuità nel circuito Challenger e dopo la finale persa in novembre a Montevideo sale alla 203ª posizione del ranking ATP.

### 2020, due titoli Challenger e 130º del ranking
Il 1º febbraio 2020 vince a Punta del Este il suo secondo Challenger assieme a Orlando Luz, battendo in finale Juan Manuel Cerúndolo / Thiago Agustín Tirante, risultato con cui fa il suo ingresso nella top 200, alla 174ª posizione. Sempre in febbraio gioca il suo ultimo torneo ITF e vince il primo incontro nel circuito maggiore battendo con Luz al primo turno dell'ATP 500 di Rio de Janeiro i numeri 1 e 2 del mondo Robert Farah / Juan Sebastián Cabal, prima di essere eliminati al secondo turno. In marzo, la coppia brasiliana viene sconfitta per 11-9 al terzo set nella finale del Challenger di Monterrey da Karol Drzewiecki / Gonçalo Oliveira. Dopo questo torneo ha inizio la lunga pausa del tennis mondiale per la pandemia di COVID-19. Matos torna a giocare in settembre e quel mese vince con João Menezes il doppio al Challenger di Iași. Nel finale di stagione non va oltre le semifinali disputate nei Challenger di Spalato e Guayaquil. Chiude il 2020 al 139º posto del ranking, dopo essere stato 130º in settembre.

### 2021, primo titolo ATP, esordio in Coppa Davis e top 100
Dopo la semifinale in febbraio al Challenger di Adalia, vince con Orlando Luz il Challenger Concepción. Il 27 febbraio si aggiudica il primo titolo ATP a Córdoba - questa volta in coppia con Felipe Meligeni Alves - superando in finale Romain Arneodo / Benoît Paire con il punteggio di 6-4, 6-1. Nel periodo successivo arriva in finale in tre tornei Challenger, vince in aprile quella di Tallahassee e perde quelle di Santiago e Biella. Il 3 maggio entra per la prima volta nella top 100, al 99º posto. Continua a progredire nel ranking raggiungendo a Belgrado la sua seconda finale ATP, e viene sconfitto in due set in coppia con André Göransson da Jonathan Erlich / Andrėj Vasileŭski. In giugno fa il suo esordio in una prova del Grande Slam a Wimbledon, assieme a Thiago Monteiro supera il primo turno dopo un equilibrato incontro con Aleksandr Bublik / Oleksandr Nedovjesov e vengono eliminati al secondo dalle teste di serie nº 3 Cabal / Farah. Disputa quindi tre tornei ATP e supera il primo turno solo in quello di Kitzbühel. Torna a giocare nei Challenger e raggiunge la finale in quattro tornei consecutivi, vince il titolo a Cordenons e a Como e viene sconfitto nelle finali di San Marino e Tulln an der Donau. Il 13 settembre sale alla 73ª posizione del ranking. Quella settimana fa il suo esordio nella squadra brasiliana di Coppa Davis in occasione della sfida vinta 4-0 contro il Libano, e si impone in tre set in doppio assieme a Marcelo Demoliner. A novembre vince altri due titoli Challenger a Montevideo e a Campinas, di nuovo con Meligeni Alves. In dicembre raggiunge altre tre finali Challenger, e dopo le sconfitte in quelle di San Paolo del Brasile e Florianópolis si impone in quella di Rio de Janeiro in coppia con Orlando Luz e sale al 67º posto mondiale.

### 2022: cinque titoli ATP, quarti di finale al Roland Garros e top 30

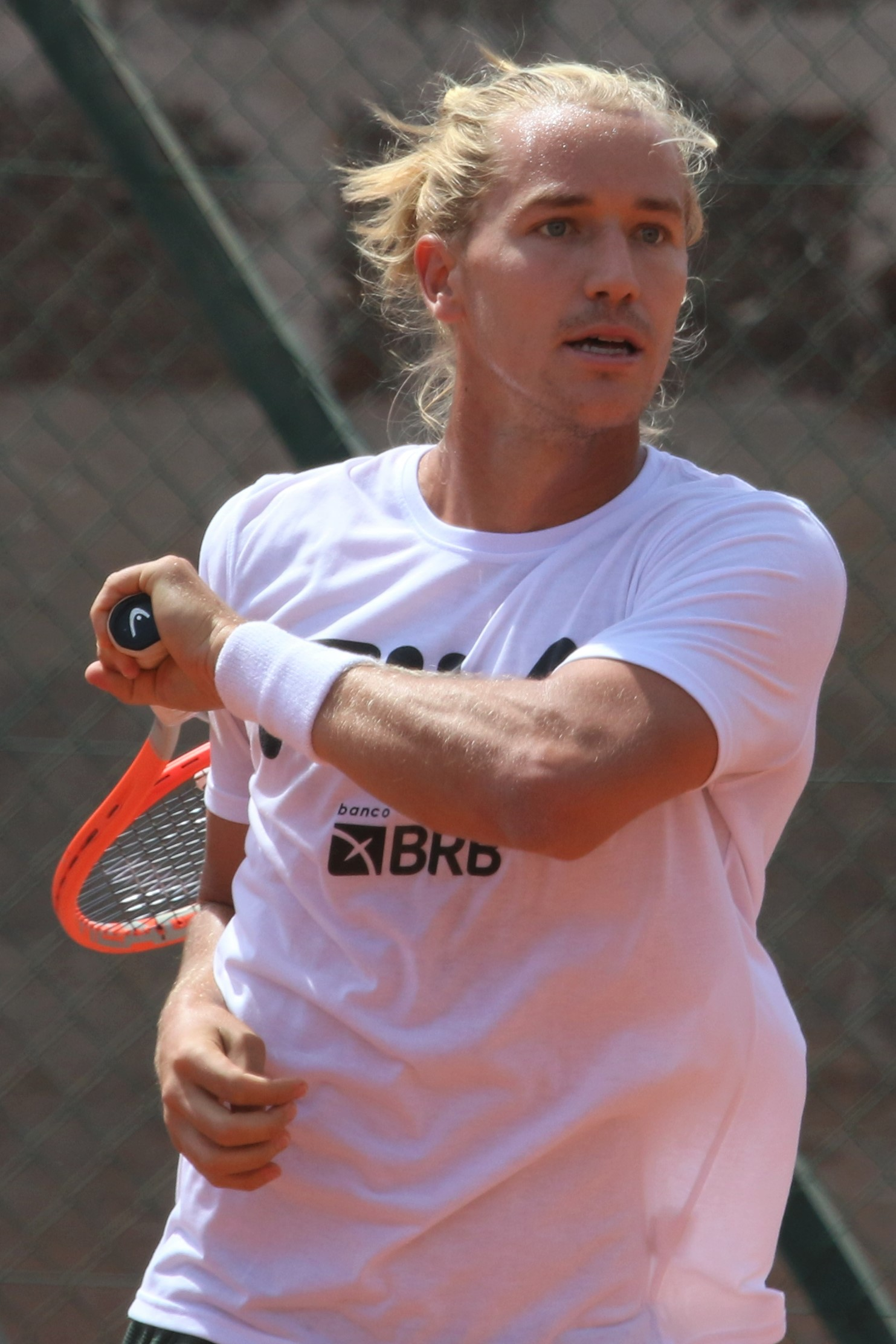
Matos al Challenger di Bordeaux 2022

Viene sconfitto al primo turno al suo esordio agli Australian Open, raggiunge quindi la semifinale al Challenger di Santa Cruz e il secondo turno al torneo ATP di Córdoba. Al torneo di Santiago del Cile vince con Meligeni Alves il suo secondo titolo ATP sconfiggendo in finale dopo due tie-break Nathaniel Lammons / André Göransson. Si ripete in aprile all'ATP 250 di Marrakech, dove in coppia con David Vega Hernández batte in due set in finale Jan Zieliński / Andrea Vavassori. Gioca con Vega Hernandez anche gli impegni successivi, perdono la finale al Challenger di Madrid e quella al torneo ATP di Monaco di Baviera, disputata il 1º maggio. Si riscattano due settimane dopo aggiudicandosi il Challenger 125 di Bordeaux. Raggiungono i quarti di finale al torneo ATP di Lione e soprattutto al Roland Garros, eliminano tra gli altri le teste di serie nº 13 Santiago González / Andres Molteni e vengono sconfitti da Marcelo Arévalo / Jean-Julien Rojer, che si aggiudicheranno il titolo. A fine giugno Matos vince un altro titolo ATP con Vega Hernández sull'erba di Maiorca, in semifinale si prendono la rivincita su Arevalo / Rojer e in finale hanno la meglio in tre set su Ariel Behar / Gonzalo Escobar; a fine torneo porta il best ranking al 40º posto mondiale.
Si spingono fino al terzo turno a Wimbledon e cedono al quarto set alle teste di serie nº 1 Rajeev Ram / Joe Salisbury. Si aggiudicano il titolo anche al successivo torneo ATP di Båstad superando in finale Simone Bolelli / Fabio Fognini, sconfitti 13-11 nel set decisivo. L'unico risultato di rilievo nei due mesi successivi è la semifinale che raggiungono a Umago. Agli US Open si presentano entrambi come esordienti ed escono di scena al primo turno. Tornano a vincere un torneo a ottobre con il successo in tre set nella finale di Sofia contro Oscar Otte / Fabian Fallert. Raggiungono la finale anche al successivo Japan Open, la prima per entrambi in un ATP 500, e vengono sconfitti in tre set da Mackenzie McDonald / Marcelo Melo. Con i quarti di finale giocati a Basilea. A fine ottobre Matos sale al 30º posto mondiale e chiude la stagione al 27º.

### 2023, titolo in doppio misto all'Australian Open, due finali ATP e 26º nel ranking
Aprono la stagione con i quarti di finale raggiunti all'Adelaide 2 e vince il titolo in doppio misto agli Australian Open con Luisa Stefani. A febbraio si porta al 26º posto del ranking e con Vega Hernández si spinge in semifinale a Córdoba. Nel periodo successivo conseguono pochi risultati importanti, tra i quali le vittorie contro gli specialisti Marcelo Arévalo / Jean-Julien Rojer al primo turno sia ad Acapulco che a Barcellona, e in entrambi i tornei escono al secondo turno. Torna a disputare una finale ATP in luglio al Båstad Open in coppia con Francisco Cabral e vengono sconfitti in due set da Gonzalo Escobar / Oleksandr Nedovjesov. Continua a giocare con Cabral e raggiungomo la semifinale a Kitzbühel. Agli US Open eliminano le teste di serie nº 11 Sander Gillé / Joran Vliegen ed escono di scena al secondo turno. Perdono la finale anche al Chengdu Open, superati in tre set dalle teste di serie nº 1 Sadio Doumbia / Fabien Reboul. Dopo una serie di sconfitte al primo turno nei tornei ATP, a ottobre scende al 60º posto ATP e chiude la stagione perdendo in finale al Challenger di Brasilia.

### 2024, primo titolo ATP 500 e altri due ATP 250
Con la nuova stagione inizia a giocare con Nicolás Barrientos, nei primi tornei non vanno oltre i quarti di finale nel circuito ATP e il secondo turno agli Australian Open. A febbraio escono in semifinale a Buenos Aires e la settimana successiva si impongono nel torneo di Rio de Janeiro superando in finale in due set Alexander Erler / Lucas Miedler; per Matos è il primo trionfo in una prova dell'ATP 500 e il primo titolo ATP dopo quasi un anno e mezzo. Nel periodo successivo raggiungono le semifinali al Chile Open e al Romanian Open. Gioca quindi alcuni tornei con Marcelo Melo e dopo la sconfitta al secondo turno al Roland Garros si aggiudicano il titolo sull'erba dello Stuttgart Open, sconfiggendo in rimonta in finale Julian Cash / Robert Galloway, risultato con cui Matos rientra nella top 40. Non vanno oltre il terzo turno a Wimbledon.
Subito dopo vince lo Swedish Open in coppia con Orlando Luz con il successo in finale su Manuel Guinard / Grégoire Jacq per 7-5, 6-4. All'esordio della trasferta nordamericana raggiunge con Melo la finale all'ATP 500 del Washington Open e cedono in due set a Jackson Withrow / Nathaniel Lammons. Sconfitto al secondo turno agli US Open, nella fase a gruppi delle Finals di Coppa Davis vince solo uno dei tre incontri disputati e il Brasile viene eliminato. In coppia con Ivan Dodig si spinge fino alle semifinali al Chengdu Open. Perde sempre al primo turno negli ultimi quattro impegni stagionali.

### 2025, un titolo ATP 500
Dopo un negativo inizio di stagione si sblocca a febbraio raggiungendo con Marcelo Melo due finali sulla terra battuta, perdono la prima a Buenos Aires in tre set contro Théo Arribagé / Guido Andreozzi, e Matos si conferma campione all'ATP 500 di Rio de Janeiro con la vittoria su Pedro Martínez / Jaume Munar per 6-2, 7-5. Assieme a Joran Vliegen raggiunge i quarti al Monte Carlo Masters vincendo un solo match contro avversari di basso livello. Insieme a Marcelo Melo esce al turno di esordio nei successivi tornei ATP su terra battuta. Raggiungono il secondo turno nei primi tornei stagionali ATP sull'erba, mentre a Wimbledon si spinge per la prima volta fino ai quarti. Ad agosto esce dalla top 50 e subito dopo perde la finale al Challenger 125 del Cancún Country Open in coppia con Manuel Guinard.

## Statistiche
Aggiornate al 17 agosto 2025.

### Doppio

#### Vittorie (10)
| Legenda doppio       |
| Grande Slam (0)      |
| ATP Finals (0)       |
| ATP Masters 1000 (0) |
| ATP Tour 500 (2)     |
| ATP Tour 250 (8)     |

| N.  | Data             | Torneo                          | Superficie  | Compagno              | Avversari in finale               | Punteggio              |
| 1.  | 27 febbraio 2021 | Córdoba Open, Córdoba           | Terra rossa | Felipe Meligeni Alves | Romain Arneodo Benoît Paire       | 6-4, 6-1               |
| 2.  | 26 febbraio 2022 | Chile Open, Santiago del Cile   | Terra rossa | Felipe Meligeni Alves | Nathaniel Lammons André Göransson | 7-6(8), 7-6(3)         |
| 3.  | 9 aprile 2022    | Grand Prix Hassan II, Marrakech | Terra rossa | David Vega Hernández  | Jan Zieliński Andrea Vavassori    | 6-1, 7-5               |
| 4.  | 25 giugno 2022   | Mallorca Championships, Calvià  | Erba        | David Vega Hernández  | Ariel Behar Gonzalo Escobar       | 7-6(5), 6(6)-7, [10-1] |
| 5.  | 17 luglio 2022   | Swedish Open, Båstad            | Terra rossa | David Vega Hernández  | Simone Bolelli Fabio Fognini      | 6-4, 3-6, [13-11]      |
| 6.  | 2 ottobre 2022   | Sofia Open, Sofia               | Terra rossa | David Vega Hernández  | Oscar Otte Fabian Fallert         | 3-6, 7-5, [10-8]       |
| 7.  | 25 febbraio 2024 | Rio Open, Rio de Janeiro        | Terra rossa | Nicolás Barrientos    | Alexander Erler Lucas Miedler     | 6-4, 6-3               |
| 8.  | 16 giugno 2024   | Stuttgart Open, Stoccarda       | Erba        | Marcelo Melo          | Julian Cash Robert Galloway       | 3-6, 6-3, [10-8]       |
| 9.  | 21 luglio 2024   | Swedish Open, Båstad (2)        | Terra rossa | Orlando Luz           | Manuel Guinard Grégoire Jacq      | 7-5, 6-4               |
| 10. | 22 febbraio 2025 | Rio Open, Rio de Janeiro        | Terra rossa | Marcelo Melo          | Pedro Martínez Jaume Munar        | 6-2, 7-5               |

#### Finali perse (7)
| Legenda doppio       |
| Grande Slam (0)      |
| ATP Finals (0)       |
| ATP Masters 1000 (0) |
| ATP Tour 500 (2)     |
| ATP Tour 250 (5)     |

| N. | Data              | Torneo                                       | Superficie  | Compagno             | Avversari in finale                  | Punteggio        |
| 1. | 28 maggio 2021    | Belgrade Open, Belgrado                      | Terra rossa | André Göransson      | Jonathan Erlich Andrėj Vasileŭski    | 4-6, 1-6         |
| 2. | 1º maggio 2022    | Internazionali di Baviera, Monaco di Baviera | Terra rossa | David Vega Hernández | Kevin Krawietz Andreas Mies          | 6-4, 4-6, [7-10] |
| 3. | 9 ottobre 2022    | Japan Open Championships, Tokyo              | Cemento     | David Vega Hernández | Marcelo Melo Mackenzie McDonald      | 4-6, 6-3, [4-10] |
| 4. | 23 luglio 2023    | Båstad Open, Båstad                          | Terra rossa | Francisco Cabral     | Gonzalo Escobar Oleksandr Nedovjesov | 2-6, 2-6         |
| 5. | 26 settembre 2023 | Chengdu Open, Chengdu                        | Cemento     | Francisco Cabral     | Sadio Doumbia Fabien Reboul          | 6-4, 5-7, [7-10] |
| 6. | 4 agosto 2024     | Washington Open, Washington                  | Cemento     | Marcelo Melo         | Jackson Withrow Nathaniel Lammons    | 5-7, 3-6         |
| 7. | 15 febbraio 2025  | Argentina Open, Buenos Aires                 | Terra rossa | Marcelo Melo         | Théo Arribagé Guido Andreozzi        | 5-7, 6-4, [7-10] |

### Doppio misto

#### Vittorie (1)
| Legenda                 |
| ----------------------- |
| Australian Open (1)     |
| Open di Francia (0)     |
| Torneo di Wimbledon (0) |
| US Open (0)             |
| Ori Olimpici (0)        |

| N. | Data            | Torneo                     | Superficie | Compagno      | Avversari in finale       | Punteggio   |
| 1. | 27 gennaio 2023 | Australian Open, Melbourne | Cemento    | Luisa Stefani | Sania Mirza Rohan Bopanna | 7-6(2), 6-2 |

### Tornei minori

#### Singolare

##### Vittorie (4)
| Legenda tornei minori |
| Challenger (0)        |
| Futures (4)           |

##### Finali perse (5)
| Legenda tornei minori |
| Challenger (0)        |
| Futures (5)           |

#### Doppio

##### Vittorie (41)
| Legenda tornei minori |
| Challenger (11)       |
| Futures (30)          |

| N.  | Data              | Torneo                                              | Superficie  | Compagno              | Avversari in finale                               | Punteggio           |
| 1.  | 5 ottobre 2019    | Campeonato Internacional de Campinas, Campinas      | Terra rossa | Orlando Luz           | Miguel Ángel Reyes Varela Fernando Romboli        | 6(2)-7, 6-4, [10-8] |
| 2.  | 1º febbraio 2020  | Punta Open, Punta del Este                          | Terra rossa | Orlando Luz           | Juan Manuel Cerúndolo Thiago Agustín Tirante      | 6-4, 6-2            |
| 3.  | 19 settembre 2020 | Iași Open, Iași                                     | Terra rossa | João Menezes          | Treat Conrad Huey Nathaniel Lammons               | 6-2, 6-2            |
| 4.  | 20 febbraio 2021  | Challenger Concepción, Concepcion                   | Terra rossa | Orlando Luz           | Sergio Galdós Diego Hidalgo                       | 7-5, 6-4            |
| 5.  | 24 aprile 2021    | Tallahassee Challenger, Tallahassee                 | Terra rossa | Orlando Luz           | Sekou Bangoura Donald Young                       | 7-6(2), 6-2         |
| 6.  | 7 agosto 2021     | Internazionali del Friuli Venezia Giulia, Cordenons | Terra rossa | Orlando Luz           | Sergio Galdós Renzo Olivo                         | 6-4, 7-6(5)         |
| 7.  | 4 settembre 2021  | Città di Como Challenger, Como                      | Terra rossa | Felipe Meligeni Alves | Luis David Martínez Andrea Vavassori              | 6(2)-7, 6-4, [10-6] |
| 8.  | 13 novembre 2021  | Uruguay Open, Montevideo                            | Terra rossa | Felipe Meligeni Alves | Luciano Darderi Ignacio Carou                     | 6-4, 6-4            |
| 9.  | 20 novembre 2021  | Campeonato Internacional de Campinas, Campinas      | Terra rossa | Felipe Meligeni Alves | Gilbert Klier Júnior Matheus Pucinelli de Almeida | 6-3, 6-1            |
| 10. | 18 dicembre 2021  | Rio Tennis Classic, Rio de Janeiro                  | Cemento     | Orlando Luz           | James Cerretani Fernando Romboli                  | 6-3, 7-6(2)         |
| 11. | 15 maggio 2022    | Tournoi International de Bordeaux, Bordeaux         | Terra rossa | David Vega Hernández  | Hugo Nys Jan Zieliński                            | 6-4, 6-0            |

##### Finali perse (23)
| Legenda tornei minori |
| Challenger (11)       |
| Futures (12)          |

| N.  | Data              | Torneo                                  | Superficie  | Compagno              | Avversari in finale                  | Punteggio           |
| 1.  | 9 novembre 2019   | Uruguay Open, Montevideo                | Terra rossa | Orlando Luz           | Facundo Bagnis Andrés Molteni        | 4-6, 7-5, [10-12]   |
| 2.  | 7 marzo 2020      | Monterrey Challenger, Monterrey         | Cemento     | Orlando Luz           | Karol Drzewiecki Gonçalo Oliveira    | 7-6(5), 4-6, [9-11] |
| 3.  | 20 marzo 2021     | Santiago Challenger, Santiago del Cile  | Terra rossa | Felipe Meligeni Alves | Luis David Martínez Gonçalo Oliveira | 5-7, 1-6            |
| 4.  | 8 maggio 2021     | Biella Challenger, Biella               | Terra rossa | Felipe Meligeni Alves | André Göransson Nathaniel Lammons    | 6(3)-7, 3-6         |
| 5.  | 14 agosto 2021    | San Marino Open, San Marino             | Terra rossa | João Menezes          | Zdeněk Kolář Luis David Martínez     | 6-1, 3-6, [3-10]    |
| 6.  | 11 settembre 2021 | NÖ Open, Tulln an der Donau             | Terra rossa | Felipe Meligeni Alves | Dustin Brown Andrea Vavassori        | 6(5)-7, 1-6         |
| 7.  | 4 dicembre 2021   | São Paulo Open, San Paolo del Brasile   | Terra rossa | Felipe Meligeni Alves | Nicolás Barrientos Alejandro Gómez   | Walkover            |
| 8.  | 11 dicembre 2021  | Florianópolis Challenger, Florianópolis | Terra rossa | Martín Cuevas         | Nicolás Barrientos Alejandro Gómez   | 3-6, 3-6            |
| 9.  | 16 aprile 2022    | Open Comunidad de Madrid, Madrid        | Terra rossa | David Vega Hernández  | Adam Pavlásek Igor Zelenay           | 3-6, 6-3, [6-10]    |
| 10. | 25 novembre 2023  | Aberto da República, Brasilia           | Cemento     | Marcelo Demoliner     | André Göransson Nicolás Barrientos   | 6(3)-7, 6-4, [9-11] |
| 11. | 17 agosto 2025    | Cancún Country Open, Cancún             | Cemento     | Manuel Guinard        | Santiago González Jean-Julien Rojer  | 6(2)-7, 5-7         |